# Belu-Simion Fainaru
Belu-Simion Fainaru (* 1959 in Bukarest) ist ein rumänisch-israelischer Bildhauer und Installationskünstler, der in Haifa und Antwerpen lebt.

## Leben und Werk

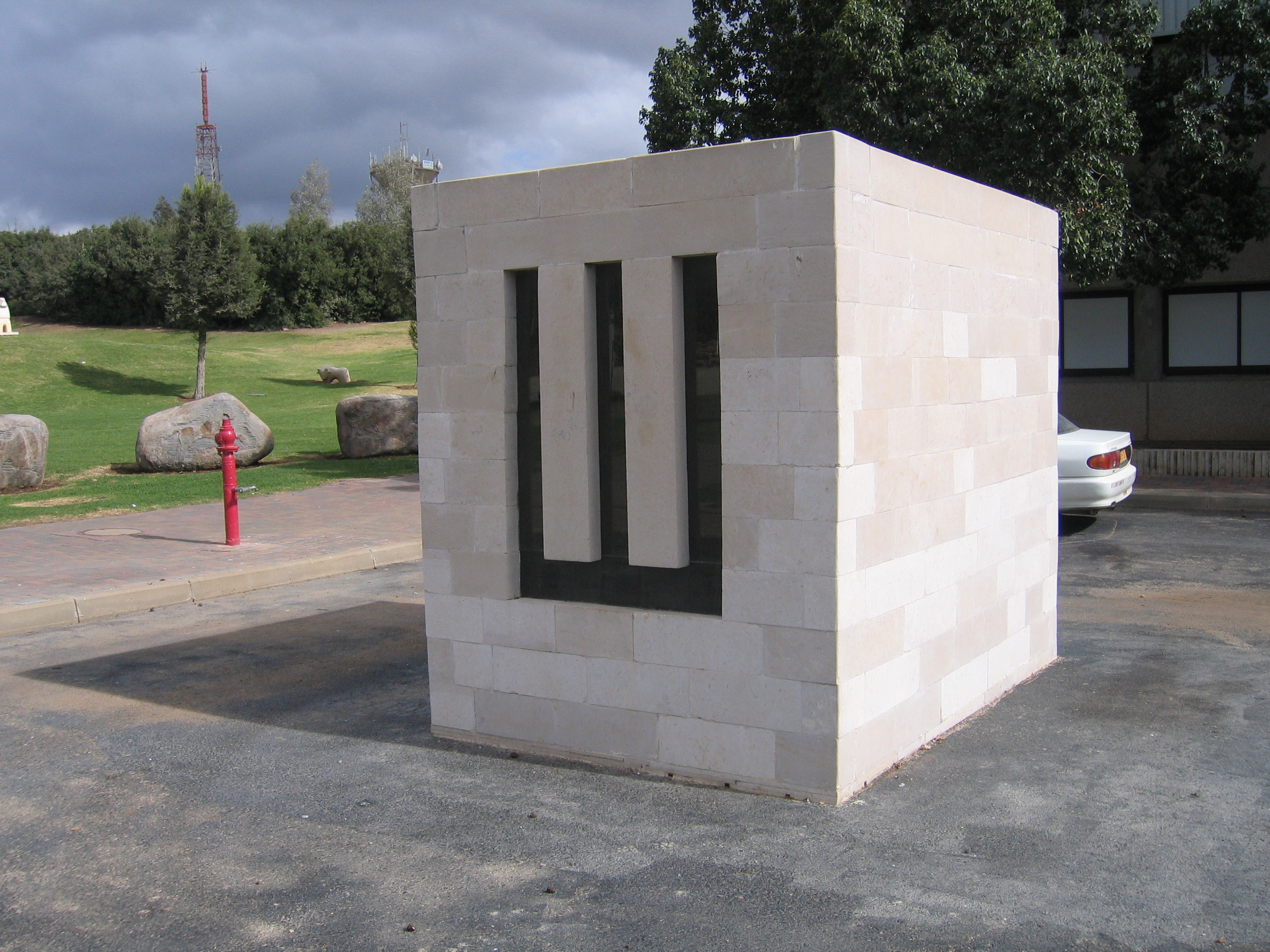
Belu Simion Fainaru: Skulptur Sham/There (1996)

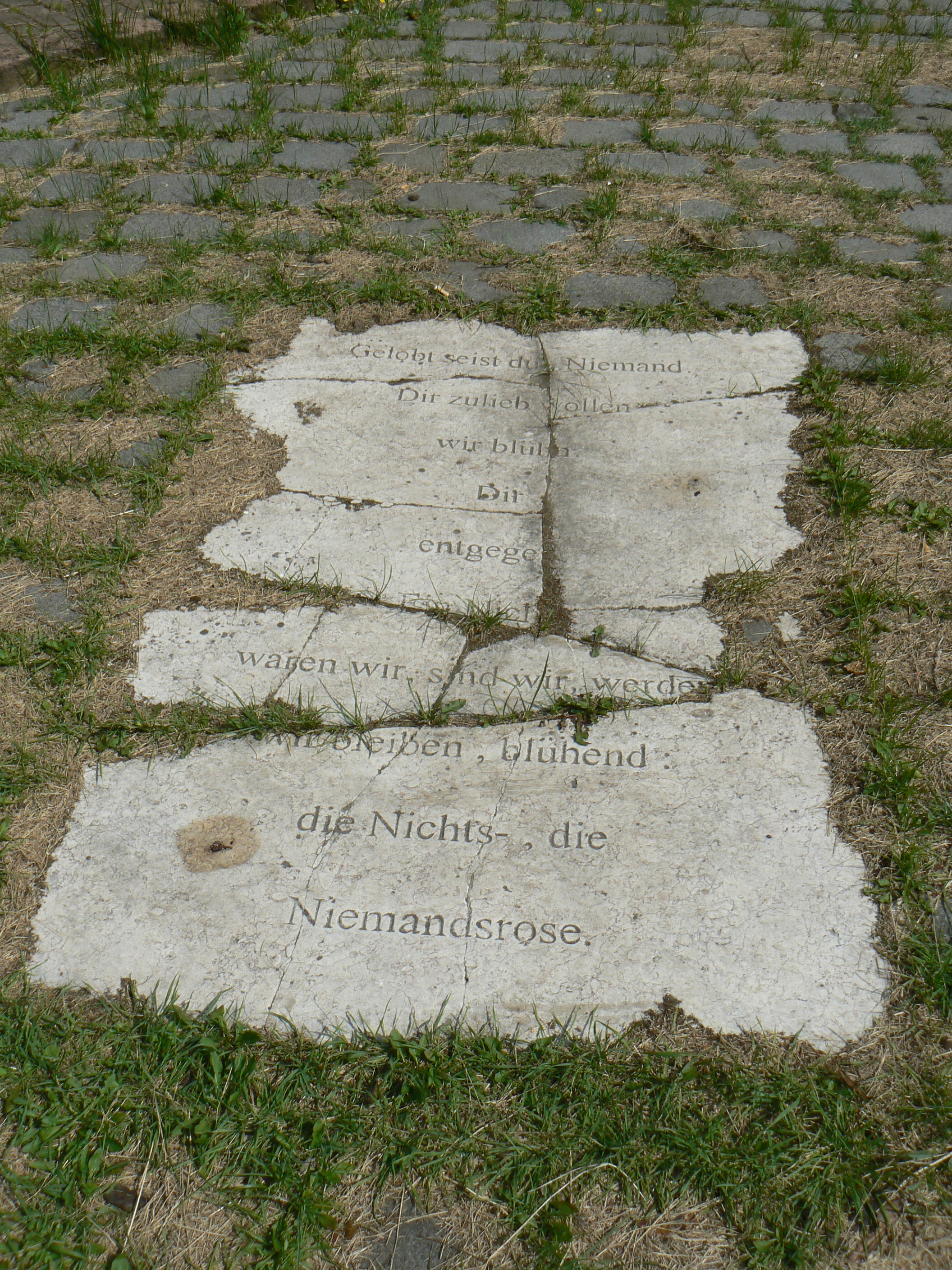
Skulptur Bait/Haus (1998/1999) in Duisburg

Belu-Simion Fainaru studierte Kunst und Philosophie an der Universität Haifa und Kunst und Design an der University of Chicago. Er schloss sein Studium mit dem Master of fine Arts ab.
Er studierte zudem an der Domus Academy in Mailand und der Académie royale des Beaux-Arts de Bruxelles in Belgien. Fainaru ist seit 1984 Professor an der Fakultät für Architektur an der WIZO Haifa Academy of Design and Education und hatte Lehraufträge an Universitäten in Belgien und Japan.
2008 war Fainaru an der Gründung der Mediterranean Biennale beteiligt und 2015 an der Gründung des Arab Museum of Contemporary Art (AMOCA) in Sachnin.
Einzelausstellungen hatte Fainaru unter anderem im Israel-Museum in Jerusalem, Stedelijk Museum voor Actuele Kunst in Antwerpen, im Lehmbruck-Museum in Duisburg und im Saitama Museum in Japan.
Fainaru war 1992 Teilnehmer der documenta IX in Kassel, 1993 der Biennale di Venezia in Venedig, der Biennale Sonsbeek in Arnheim und 2006 der Biennale in Havanna auf Kuba.
Seit 1985 wurde Fainaru mit zahlreichen Preisen für sein Werk ausgezeichnet.